# Pedro de Requena
Pedro de Requena fue un escultor español del siglo XVI activo en el virreinato de Nueva España.

Trabajó en Ciudad de México en la elaboración de retablos para distintos templos de la ciudad, en colaboración con otros artistas entre los que se encontraban Francisco de Zumaya o Andrés de Concha. Junto a este último y a Simón Pereyns, pintor de origen flamenco, realizó el retablo del Convento de San Miguel Arcángel en Huejotzingo en 1585 ocupándose de la escultura. Esta obra, de patrocinio indígena, se puede adscribir al estilo plateresco de influencia andaluza. Es su única obra documentada que subsiste en la actualidad. 

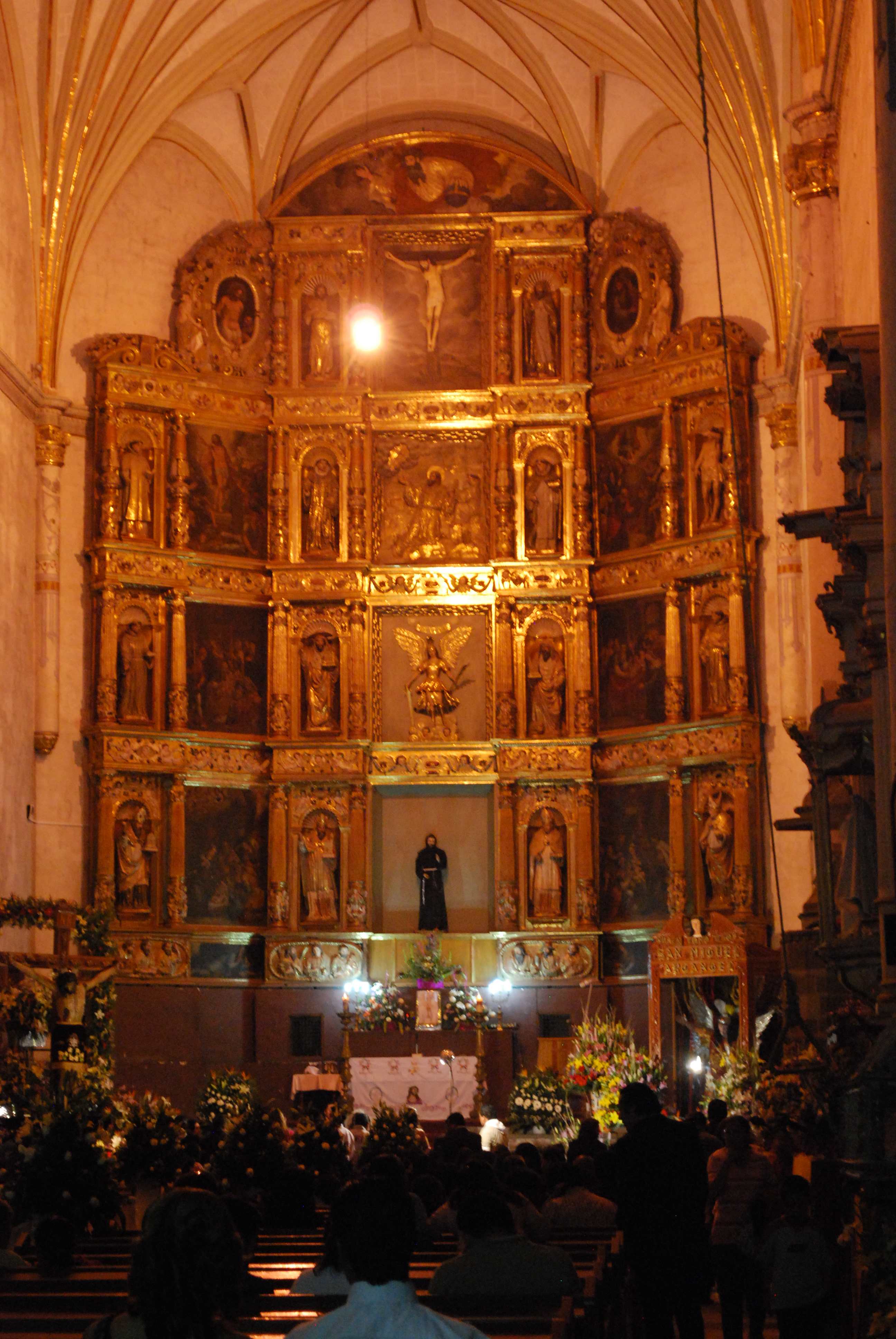
Vista del retablo del Convento de San Miguel Arcángel en Huejotzingo